# Pseudohorus incrassatus
Pseudohorus incrassatus är en spindeldjursart som beskrevs av Beier 1955. Pseudohorus incrassatus ingår i släktet Pseudohorus och familjen Olpiidae. Inga underarter finns listade i Catalogue of Life.